# Руся
Руся (Ірина Володимирівна Осауленко, уроджена: Поривай) (9 червня 1968 , Київ ) — українська співачка, перша поп-співачка незалежної України. Лауреатка «Пісенного вернісажу» (1989), найкраща співачка «Національного хіт-параду» (1990). Старша сестра Наташі Корольової.

## Життєпис
Народилася 9 червня 1968 року в місті Київ, у родині хормейстера Народної академічної хорової капели «Світоч» Київського міського будинку вчителя Володимира Поривая та диригентки цієї ж капели, заслуженої артистки України Людмили Поривай.

### Освіта
Закінчила музичну школу за класом фортепіано, Київське музичне училище імені Глієра за класом хорового диригування. Під час навчання в музучилищі познайомилася з музикантами гурту «Міраж» (не плутати з російським гуртом), які в той час співпрацювали з київським композитором Володимиром Бистряковим.

### Музична кар'єра
Власне, кар'єра співачки почалась на танцювальному майданчику в м. Дагомис, куди вона поїхала відпочивати з музикантами гурту «Міраж» та Володимиром Бистряковим. 1989 року гурт «Міраж» змінив назву на «МідіМ», а його лідер Костянтин Осауленко запросив Ірину стати солісткою.
Влітку того ж 1989 виникла ідея створення самостійного сольного проекту Руся. На початку своєї кар'єри виступала на телебаченні під псевдонімом Ірина Бистрик. Разом з музикантами «Міді-М» було записано перший альбом «Ворожка». Це був перший україномовний альбом вітчизняної поп-музики, а Руся стала першою з українських виконавців, чиї пісні зазвучали на танцполах усієї країни.
Перші концерти відбулися у Львові в жовтні 1989 року. Незабаром у Києві було записано другий студійний альбом «Різдвяна ніч», пісня з якого «Зачароване коло» принесла співачці диплом лавреаткою «Пісенного вернісажу» 1989 року.
20 червня 1990 року вийшов наступний, третій, альбом «Даруй мені, мамо». Над створенням альбому працювали Дмитро Акімов — композитор, та Костянтин Осауленко — тексти. Руся першою з українських поп-зірок збирає Палац спорту. Наприкінці року у співпраці з композитором Генадієм Татарченком Костянтин Осауленко написав дві пісні «Дівчинка Русява» та «Попелюшка», перша з яких стає найкращою піснею 1990 року, а альбом «Даруй мені, мамо» посідає перше місце у номінації «Найкращий альбом». За підсумками Національного хіт-параду Руся визнана найкращою співачкою 1990 року.
На початку 1991 року Руся взяла участь у кількох концертах для української діаспори у Великій Британії. Виходить альбом «Попелюшка», а згодом російськомовний «Маленькое счастье». 1992 року, з чотирьох перших альбомів співачки, фірма звукозапису «Аудіо Україна» скомпілювала збірку найкращих пісень, яку було видано на вінілових дисках LP.
Влітку 1991 року Руся вперше працює на стадіонах. Під час гастролей на заході України наприкінці літа 1991 року вона мала переїхати до Львова на півтора місяця. Протягом цього періоду вона дає більш ніж 100 концертів, на кожному з яких переаншлаг. Таким чином ставить знову своєрідний рекорд. За підсумками Національного хіт-параду Руся визнана найкращою співачкою 1991 року вдруге поспіль.
Наприкінці 1991 року Руся їде до Канади, де записує платівку «Руся», після чого переїжджає на два роки до Торонто. Тут Руся встигла попрацювати за спеціальністю — диригувала хором православної церкви Святого Андрія.
1994 року співачка повертається в Україну, де у аудіостудії «Комора» записує два альбоми: «Кияночка» та ретро-альбом «Черемшина», присвячений пам'яті батька, до якого увійшли його улюблені пісні. Потім знову їде до Канади, бере участь в українських фестивалях, включаючи «Верховину» та «Союзівку».
У 1997 році записано альбоми «Мій американець» та російськомовний «Белые кружева». Останні гастролі в Україні відбулися у 1998 році, в рамках гастрольного туру «Дві сестри» з Наташею Корольовою. Аналогічний тур відбувся містами Росії.
Після цих гастролей Руся надовго зникла з музичного життя в Україні. У 2007 році вийшов диск найкращих пісень Русі, який має назву «Візерунки». Цей альбом став справжнім святом для її прихильників. У 2008 році він був виданий у Росії. Успіх, який супроводжував вихід цього альбому, інтерес до її творчості та любов фанів надихнули Русю повернутись на велику сцену та випустити у березні 2009 р. зовсім новий альбом «Маленькі подарунки».
У 2019 році з нагоди 30-річчя творчої діяльності співачки Русі діджеї проекту The Faino (Dj Konstantin Ozeroff & Dj Sky) презентують новий ремікс на відому її пісню «Будь що буде».

## Особисте життя
Руся перебуває у шлюбі з Костянтином Осауленком, українським автором пісень, композитором та аранжувальником. Нині подружжя мешкає у Маямі, Флорида, США. 
Наприкінці 1980-х років в родині Осауленків народився первісток Володимир. В нього діагностували ДЦП, саме через це подружжя виїхало в Канаду, намагаючись вилікувати дитину. Володимир помер 1999 року, у 11-річному віці. Після цього у подружжя народилося ще двоє дітей: син Матвій (нар. 2003) та донька Софія (нар. 2005).

## Альбоми
- 1989 — «Ворожка»[2]
- 1989 — «Різдвяна ніч»
- 1990 — «Даруй мені, мамо»
- 1991 — «Попелюшка»
- 1991 — «Руся» (Канадське CD)
- 1992 — «Попелюшка» (найкращі хіти)
- 1994 — «Кияночка»
- 1994 — «Черемшина» (ретро-альбом)
- 1994 — «Мій американець»
- 2007 — «Візерунки» (найкращі пісні)
- 2009 — «Маленькі подарунки»
- 2009 — «Різдвяні Подарунки»
- 2012 — «Вибране»
- 2017 — «Спогади про майбутнє»

Раритетне та невидане
- 1991 — «Маленькое счастье»
- 1998 — «Белые Кружева»

Ремікси (2008)
- «Даруй мені, мамо» (HotKot psy-trash mix) DJ HotKot[8]
- «Не стій під вікном» (Radio Mix_MiniMe)[9]
- «Зачароване коло» (HotKot Psy Trance rmx 2008) DJ HotKot[10]
- «Не стій під вікном» (djEdward78 mix) DJ Edward[9]
- «Даруй мені, мамо» (Nylon guitar mix by MiniMe feat. C.L.Audio MiniMe)
- «Зачароване коло» (dj Edward RMX) DJ Edward[11]
- «Нехай собі говорять» (djEdward78mix) DJ Edward
- «Будь що буде» (djEdward78club mix) DJ Edward
- «Даруй мені, мамо» (djEdward78 trance mix) DJ Edward